# Guillermo Cañas
Guillermo Ignacio Cañas (ur. 25 listopada 1977 w Buenos Aires) – argentyński tenisista, reprezentant w Pucharze Davisa, olimpijczyk z Pekinu (2008).

## Kariera tenisowa
Jako junior był w szerokiej czołówce światowej, osiągając w 1995 roku ćwierćfinał juniorskiego Wimbledonu oraz miejsce nr 18. w rankingu światowym juniorów. W tym samym roku rozpoczął karierę zawodową, a kontynuował ją do 2010 roku.
W 1999 roku dotarł po raz pierwszy do finału turnieju cyklu ATP World Tour w Orlando, gdzie uległ w decydującym meczu Magnusowi Normanowi. Odniósł również pierwszy triumf w zawodach tej rangi w konkurencji gry podwójnej w Bostonie, w parze z Martínem Garcíą.
W 2000 roku Cañas odniósł kontuzję nadgarstka, która wyłączyła go z gry na kilka miesięcy. Powrócił do rywalizacji w następnym sezonie i poprawił pozycję w rankingu z 227. miejsca na 15. dzięki czemu otrzymał nagrodę ATP Comeback Player of Year (najbardziej udany powrót roku). Wygrał w 2001 swój pierwszy turniej ATP World Tour, w Casablance, po zwycięskim finale z Tommym Robredo, a także był w finale w Stuttgarcie, ’s-Hertogenbosch i Wiedniu. W Stuttgarcie został mistrzem w grze podwójnej wspólnie z Rainerem Schüttlerem.
W 2002 roku Cañas awansował do finałów w Casablance i Stuttgarcie, a także wygrał turniej w Ćennaju i zawody z cyklu ATP Masters Series w Toronto. Pokonał w drodze po tytuł Rogera Federera, Jewgienija Kafielnikowa, Marata Safina, Tommy’ego Haasa i w finale Andy’ego Roddicka. Ponadto osiągnął po raz pierwszy ćwierćfinał w turnieju wielkoszlemowym, podczas Rolanda Garrosa eliminując m.in. Carlosa Moyę i Lleytona Hewitta, a poniósł porażkę z późniejszym zwycięzcą Albertem Costą.
Kolejna kontuzja przerwała karierę Cañasa w 2003 roku. Nie występował od marca do września i utracił miejsce w światowej czołówce. Ponownie udało mu się powrócić do tenisa w 2004 roku, w którym wygrał rywalizacje w Szanghaju, Stuttgarcie i Umagu. Argentyńczyk dotarł także do finału w Wiedniu.
W 2005 roku był po raz drugi w ćwierćfinale Rolanda Garrosa, przegrywając w pięciu setach z Mariano Puertą. Tego roku Cañas został zdyskwalifikowany na 2 lata za używanie środków dopingujących, co wykryło badanie przeprowadzone w lutym na turnieju w Acapulco. Obok kary zawieszenia tenisista został zobowiązany do zwrotu nagród finansowych, uzyskanych w kolejnych miesiącach w imprezach zawodowych.
Po powrocie z zawieszenia Argentyńczyk w 2007 roku triumfował w zmaganiach w Costa do Sauípe oraz był w finale w rozgrywkach ATP Masters Series w Miami, gdzie po drodze pokonał m.in. Rogera Federera, i w Barcelonie. Doszedł także do ćwierćfinału Rolanda Garrosa.
W latach 1998–2008 Cañas reprezentował Argentynę w Pucharze Davisa. Rozegrał przez ten czas łącznie 14 meczów, z których w 9 zwyciężył.
W 2008 roku zagrał na igrzyskach olimpijskich w Pekinie. Z rywalizacji singlowej został wyeliminowany w 2 rundzie, natomiast z turnieju deblowego, w którym tworzył parę z Davidem Nalbandianem, odpadł w 1 rundzie.
W rankingu gry pojedynczej Cañas najwyżej był na 8. miejscu (6 czerwca 2005), a w klasyfikacji gry podwójnej na 47. pozycji (15 lipca 2002).

### Finały w turniejach ATP World Tour
| Nazwa                         |
| ----------------------------- |
| Wielki Szlem                  |
| Igrzyska olimpijskie          |
| Tennis Masters Cup            |
| ATP Masters Series            |
| ATP International Series Gold |
| ATP International Series      |

#### Gra pojedyncza (7–9)
| Końcowy wynik | Nr | Data                 | Turniej          | Nawierzchnia  | Przeciwnik          | Wynik finału            |
| ------------- | -- | -------------------- | ---------------- | ------------- | ------------------- | ----------------------- |
| Finalista     | 1. | 26 kwietnia 1999     | Orlando          | Ceglana       | Magnus Norman       | 0:6, 3:6                |
| Zwycięzca     | 1. | 15 kwietnia 2001     | Casablanca       | Ceglana       | Tommy Robredo       | 7:5, 6:2                |
| Finalista     | 2. | 24 czerwca 2001      | ’s-Hertogenbosch | Trawiasta     | Lleyton Hewitt      | 3:6, 4:6                |
| Finalista     | 3. | 22 lipca 2001        | Stuttgart        | Ceglana       | Gustavo Kuerten     | 3:6, 2:6, 4:6           |
| Finalista     | 4. | 14 października 2001 | Wiedeń           | Twarda (hala) | Tommy Haas          | 2:6, 6:7(6), 4:6        |
| Zwycięzca     | 2. | 6 stycznia 2002      | Ćennaj           | Twarda        | Paradorn Srichaphan | 6:4, 7:6(2)             |
| Finalista     | 5. | 14 kwietnia 2002     | Casablanca       | Ceglana       | Junus al-Ajnawi     | 6:3, 3:6, 2:6           |
| Finalista     | 6. | 21 lipca 2002        | Stuttgart        | Ceglana       | Michaił Jużny       | 3:6, 6:3, 6:3, 4:6, 4:6 |
| Zwycięzca     | 3. | 4 sierpnia 2002      | Toronto          | Twarda        | Andy Roddick        | 6:4, 7:5                |
| Zwycięzca     | 4. | 18 lipca 2004        | Stuttgart        | Ceglana       | Gastón Gaudio       | 5:7, 6:2, 6:0, 1:6, 6:3 |
| Zwycięzca     | 5. | 25 lipca 2004        | Umag             | Ceglana       | Filippo Volandri    | 7:5, 6:3                |
| Zwycięzca     | 6. | 3 października 2004  | Szanghaj         | Twarda        | Lars Burgsmüller    | 6:1, 6:0                |
| Finalista     | 7. | 17 października 2004 | Wiedeń           | Twarda (hala) | Feliciano López     | 4:6, 6:1, 5:7, 6:3, 5:7 |
| Zwycięzca     | 7. | 18 lutego 2007       | Costa do Sauípe  | Ceglana       | Juan Carlos Ferrero | 7:6(4), 6:2             |
| Finalista     | 8. | 1 kwietnia 2007      | Miami            | Twarda        | Novak Đoković       | 3:6, 2:6, 4:6           |
| Finalista     | 9. | 29 kwietnia 2007     | Barcelona        | Ceglana       | Rafael Nadal        | 3:6, 4:6                |

#### Gra podwójna (2–0)
| Końcowy wynik | Nr | Data             | Turniej   | Nawierzchnia | Partner          | Przeciwnicy                   | Wynik finału     |
| ------------- | -- | ---------------- | --------- | ------------ | ---------------- | ----------------------------- | ---------------- |
| Zwycięzca     | 1. | 29 sierpnia 1999 | Boston    | Twarda       | Martín García    | Marius Barnard T.J. Middleton | 5:7, 7:6(2), 6:3 |
| Zwycięzca     | 2. | 22 lipca 2001    | Stuttgart | Ceglana      | Rainer Schüttler | Michael Hill Jeff Tarango     | 4:6, 7:6(1), 6:4 |